# Andrij Kurkov
Andrij (Andrej) Jurjevič Kurkov (ukr. Андрій Юрійович Курков, rus. Андрей Юрьевич Курков) je suvremeni ukrajinski pisac, novelist, piše uglavnom na ruskom i ukrajinskom jeziku. Rođen je 1961. u mjestu Budogšč, u blizini Sankt Peterburga, ali je kao mali preselio u Ukrajinu gdje je odrastao i završio svoje visoko obrazovanje u Kijevu. Studirao je više jezika, a uz engleski i japanski, ukupno govori jedanaest svjetskih jezika. 
Autor je 13 romana, a njegove su knjige prevedene na većinu europskih jezika (kao i na japanski, kineski i hebrejski) i prodane u više od 4 milijuna primjeraka, po čemu je Andrij Kurkov najuspješniji suvremeni ukrajinski pisac te prvi i jedini autor s područja bivšeg Sovjetskog Saveza čiji je roman dospio na ljestvice 10 najprodavanijih knjiga u Europi.
Svjetski kritičari Kurkova smatraju majstorom grotesknog humora karakterističnog za podneblje središnje Ukrajine. Smatraju ga briljantnim satiričarom postkomunističke Ukrajine te jedanim od četvorice autora izvan engleskog govornog područja čiji su romani presudno utjecali na razvoj žanra kriminalističkog romana u posljednjem desetljeću.

## Zanimljiva iskustva
Godine 1992. Andrij Kurkov je boravio u Hrvatskoj kao novinar za jedan ukrajinski časopis. Proveo je deset dana na bojišnici kod Siska i napisao veliku reportažu o ratnim zbivanjima u Hrvatskoj i Bosni. Inspiriran ovim iskustvom Kurkov je naknadno napisao kratku priču koja je kasnije prevedena na engleski i to je bio njegov prvi objavljeni prijevod na engleski jezik.
Andrij Kurkov 2005. je imao neugodno iskustvo s ruskim vlastima jer je kritizirao uplitanje ruskih političara u ukrajinsku politiku nakon Narančaste revolucije te mu je po prvi puta zabranjena distribucija njegovih autorskih djela u Ruskoj Federaciji.

## Filmska umjetnost
Od 1996. Kurkov paralelno živi i radi u Kijevu i Londonu. Kratko vrijeme radio je kao izdavač časopisa za inženjere. Vojsku je odslužio kao čuvar zatvora u Odesi. Nakon toga, u čuvenim Dovženko filmskim studijima učio je posao snimatelja i počeo pisati scenarije.
Andrij Kurkov danas je podjednako uspješan i kao filmski scenarist. Godine 1997. postigao je prvi svjetski uspjeh s filmom «Prijatelj preminulog» u francusko-ukrajinskoj koprodukciji koji je prikazan na filmskom festivalu u Cannesu. Kurkovljev scenarij iste je godine nominiran za nagradu «FELIX» u kategoriji Najbolji europski autor scenarija godine. Andrij Kurkov član je Europske filmske akademije, a 2005. godine bio je član međunarodnog žirija Filmskog festivala u Berlinu.

## Djela
(izbor)
- Preživjeti s pingvinom (roman)
- Piknik na ledu
- Bikfordov svijet

## Vanjske poveznice
- Andrij Kurkov u posjetu Hrvatskoj[neaktivna poveznica]
- Intervju s Andrijom Kurkovom - ABC